# ジョン・サーモンズ
ジョン・サーモンズ（John Rashall Salmons、1979年12月12日 - ）は、アメリカ合衆国ペンシルベニア州フィラデルフィア出身のバスケットボール選手。ポジションはシューティングガード。身長198cm、体重94kg。愛称はBuck。

## 経歴

### 学生時代
マイアミ大学ではスモールフォワードでプレイした。1年目は29試合中12試合に先発出場し、当時のカレッジ界のスター選手だったリチャード・ハミルトンやマイケル・レッドらを好ディフェンスで苦しめ、注目を集めるようになる。2年目には先発に定着し、3年目には13.3得点6.0リバウンドの成績を残し、チーム内ではリバウンド、アシスト、スティールでトップだった。またビッグ・イースト・カンファレンスのオールサードチームにも選出された。大学のラストシーズンにはセンター以外のあらゆるポジションでプレイするオールラウンド性を発揮。13.1得点6.0リバウンド6.1アシストの成績を残し、また同校初のトリプルダブルも達成。カンファレンスのオールサードチームとスポーツマンシップアワードにも選ばれた。
在学中の連続107試合出場は同校の新記録。同校初の3シーズン連続通算50スティール達成、通算1000得点600リバウンド400アシスト以上を達成した選手である。サーモンズが在学した4年間、同校は87勝をあげ、これは他のどの4年間よりも高い数字だった。

### NBA時代
大学卒業後、2002年のNBAドラフトでサンアントニオ・スパーズから1巡目26位指名を受けたが、その後すぐにスピーディ・クラクストンとのトレードに出され、ルーキーシーズンとなった2002-03シーズンを地元フィラデルフィアのフランチャイズチーム、フィラデルフィア・セブンティシクサーズで迎えた。76ersでは4シーズンプレイ。ルーキーシーズンから暫くはまとまった出場時間を得られなかったが、最後のシーズンとなった05-06シーズンには平均7.5得点にまで成績を引き上げた。
05-06シーズン終了後、制限付きFAとなったサーモンズは、サイン・アンド・トレードでトロント・ラプターズ行きが決まっていたが、サーモンズはこれを拒否。その後サーモンズはサクラメント・キングスと複数年契約を結ぶことに成功する。
キングスではポイントガードとして起用される機会も増え、持ち前のオールラウンドな才能を発揮するようになる。12月22日のデンバー・ナゲッツ戦で21得点11リバウンド10アシストとキャリア初のトリプルダブルを達成する。翌07-08シーズンには主力選手であるマイク・ビビーとケビン・マーティン、ロン・アーテストが相次いで故障で離脱したことで、サーモンズは多くの出場時間を得られるようになり、このシーズンは12.5得点4.3リバウンドの成績を残した。翌2008-09シーズンはさらに成績を伸ばすが、キングスはチームの再編のためにロスターを大きく入れ替え、サーモンズもシーズン中にシカゴ・ブルズに放出された。
サーモンズは移籍後も好調を維持し、このシーズンは18.3得点4.3リバウンド、3P成功率は41.7%を記録し、ブルズのプレーオフ出場に大きく貢献している。
2010年2月､ハキム・ウォリック､ジョー・アレクサンダーとの交換トレードで､ミルウォーキー・バックスへ移籍。マイケル・レッドの負傷離脱の穴を埋める活躍を見せ、4年ぶりのプレーオフ進出に貢献した。
2011年6月23日、トレードでサクラメント・キングスに復帰した。
2013年12月3日、大型トレードでトロント・ラプターズに移籍。シーズンオフにアトランタ・ホークスに放出された後に解雇され、2014年8月26日にニューオーリンズ・ペリカンズと契約したが、2015年2月19日に解雇された。

## プレイスタイル
ポイントガードからスモールフォワードまでこなせる総合力が高いユーティリティープレーヤーである。得点オプションが豊富で、ペネトレイトからの得点や3ポイントシュートも打てる。